# بورسا

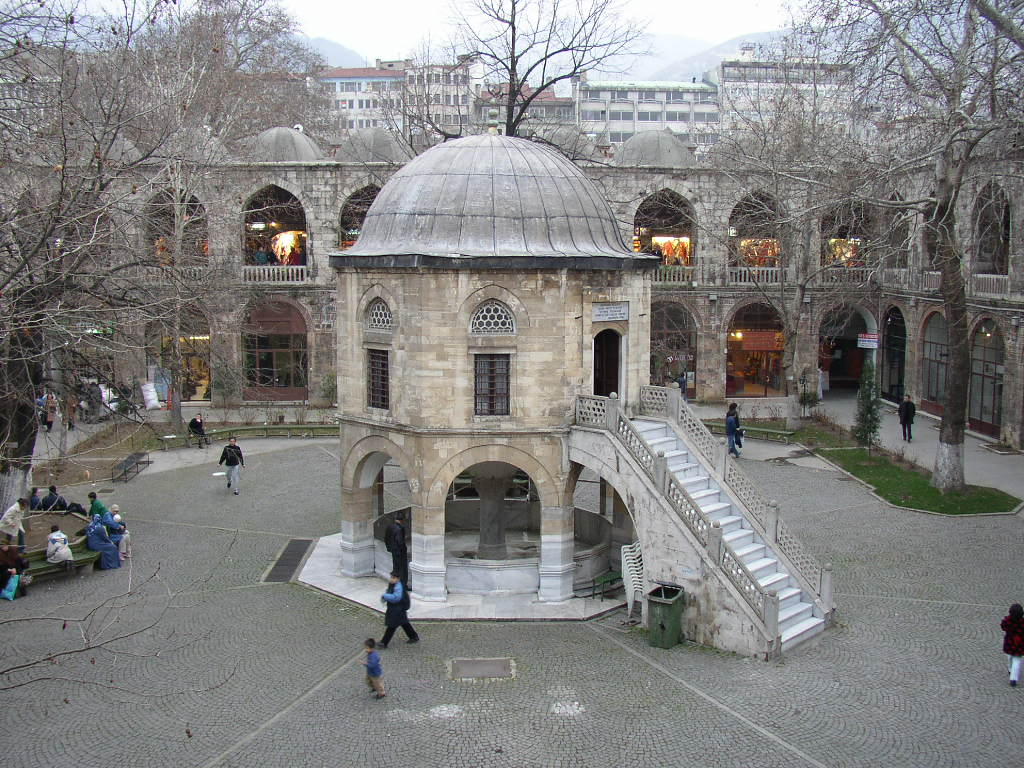
مسجد کوچکی در نزدیکی بازار بورسا.

بورسه (به ترکی استانبولی: Bursa) (به ترکی عثمانی: بروسه) نام یکی از شهرها و مرکز استان بورسا در ترکیه است. این شهر چهارمین شهر بزرگ ترکیه است. این شهر در دوره عثمانی «خداوندگار» (Hüdavendigar) هم نام داشته.
نام این شهر از نام یونانی Προύσσα (پروسا) آمده است. در عربی به صورت «بورصة» است که در متون تاریخی فارسی بورصه نیز نوشته شده است.
بورسا شهری صنعتی است و کارخانجات اتومبیلسازی توفاش ،  کارسان و اویاک-رنو آنرا به قطب اتومبیلسازی ترکیه تبدیل کرده‌اند.  در عین حال به خاطر شمار زیاد پارک و فضای سبز در این شهر، این شهر را گاه یَشیل بورسا (بورسای سبز) نیز می‌نامند. کوه اولوداغ فضای این شهر را احاطه کرده‌است.
دو شخصیت اصلی خیمه‌شب‌بازی کاراگوز یعنی کاراگوز و حاجی‌واد اشخاصی تاریخی بودند که در بورسا زندگی می‌کردند. مسجد معروف مسجد سبز ترکیه (یشیل جامع) و مجموعه بزرگ قونیه در این شهر قرار دارد. روح‌الله خمینی دوران تبعید در ترکیه را در این شهر گذراند.

## مترو
متروی بورسا در سال ۲۰۰۲ تأسیس شده و هم‌اکنون دارای ۲ خط و ۳۸ ایستگاه می‌باشد.

## نگارخانه

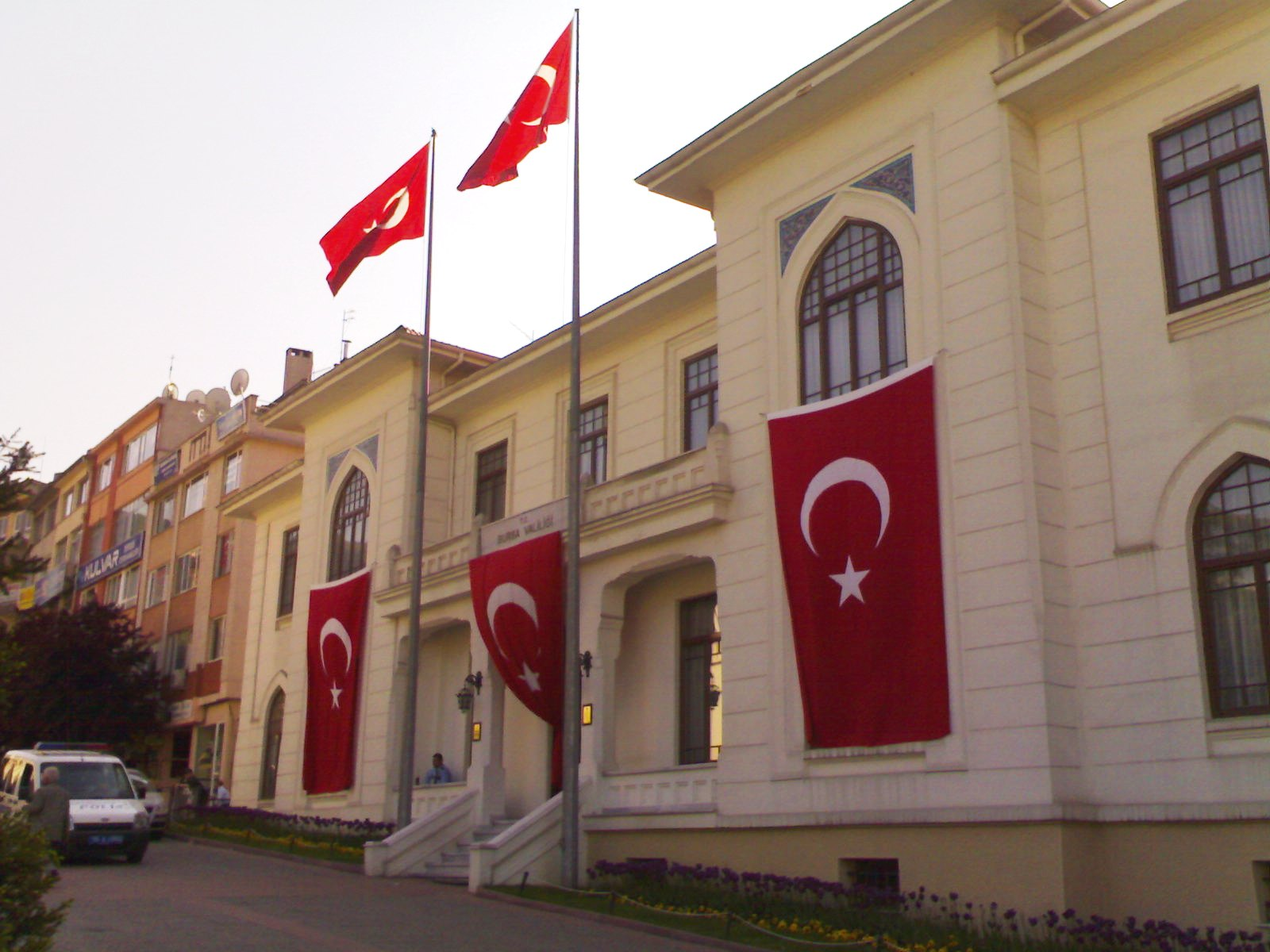
مرکز دولتی شهر بورسا
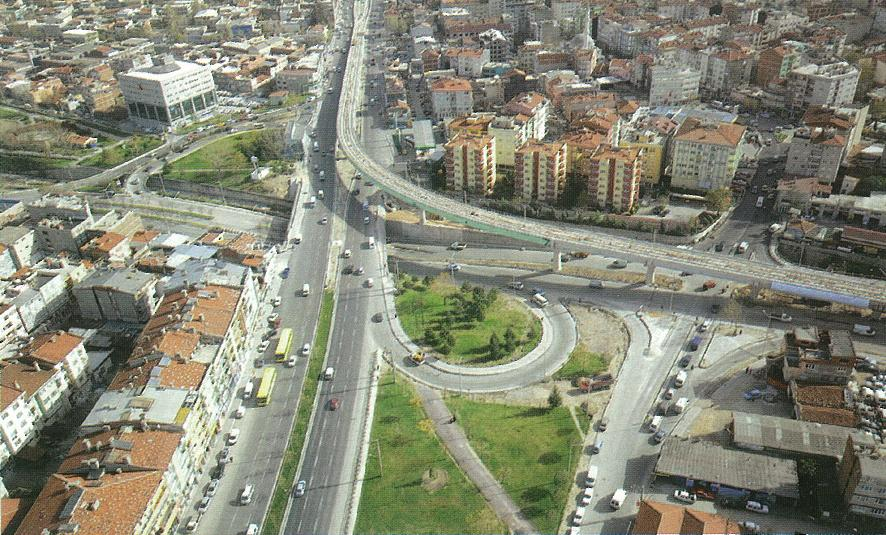
عکس هوایی از بورسا
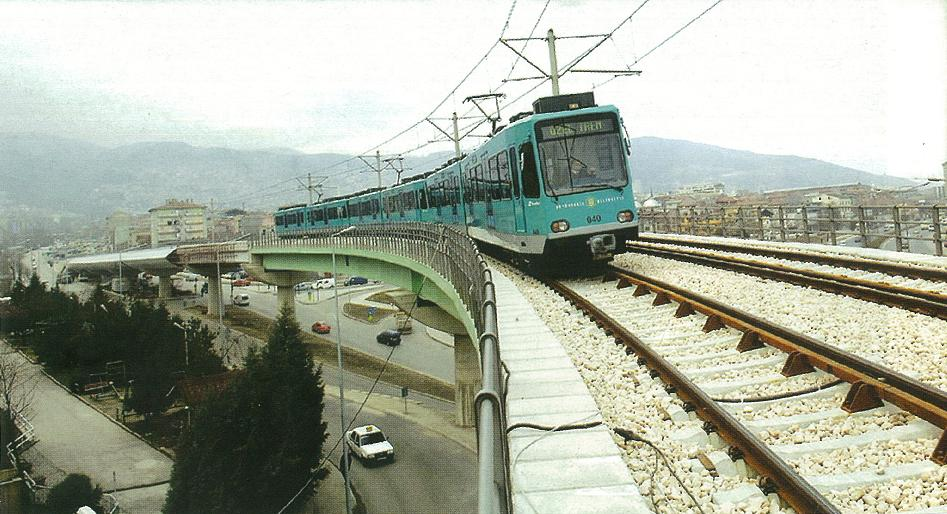
بورسارای
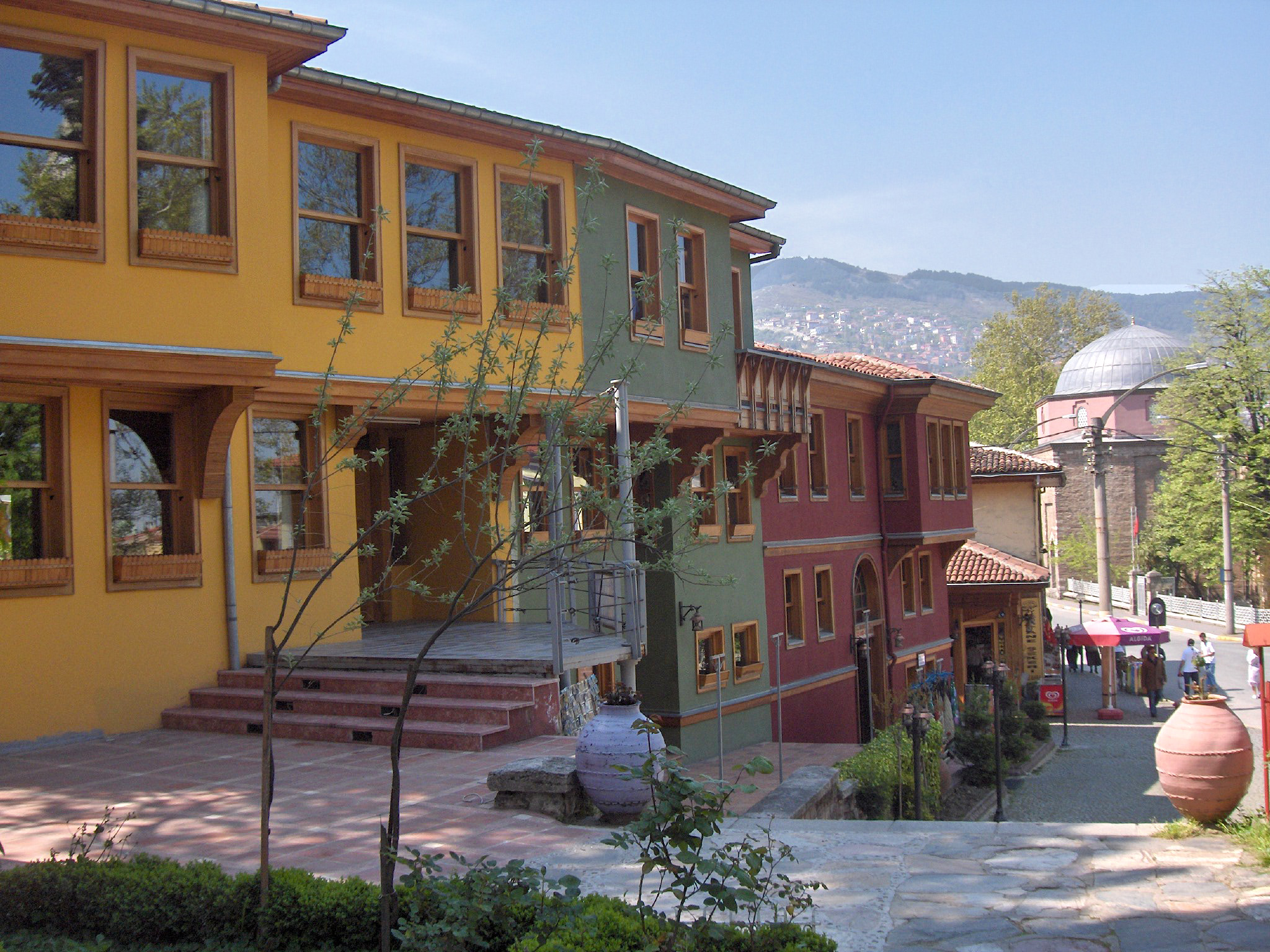
جادهٔ جمهوریت
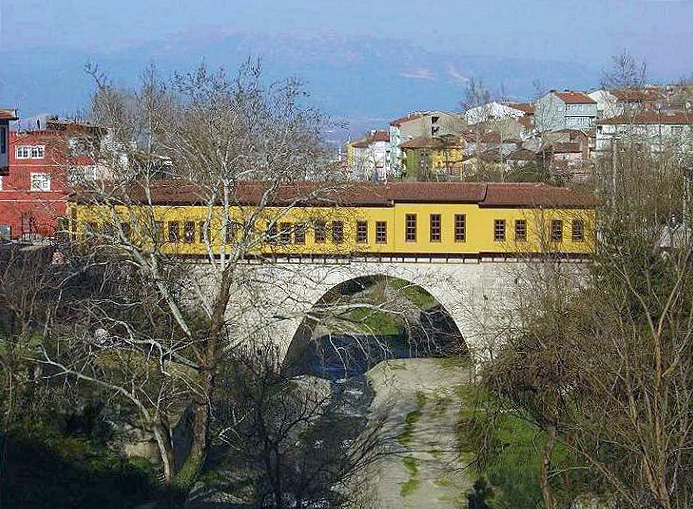
پلِ ارگاندی
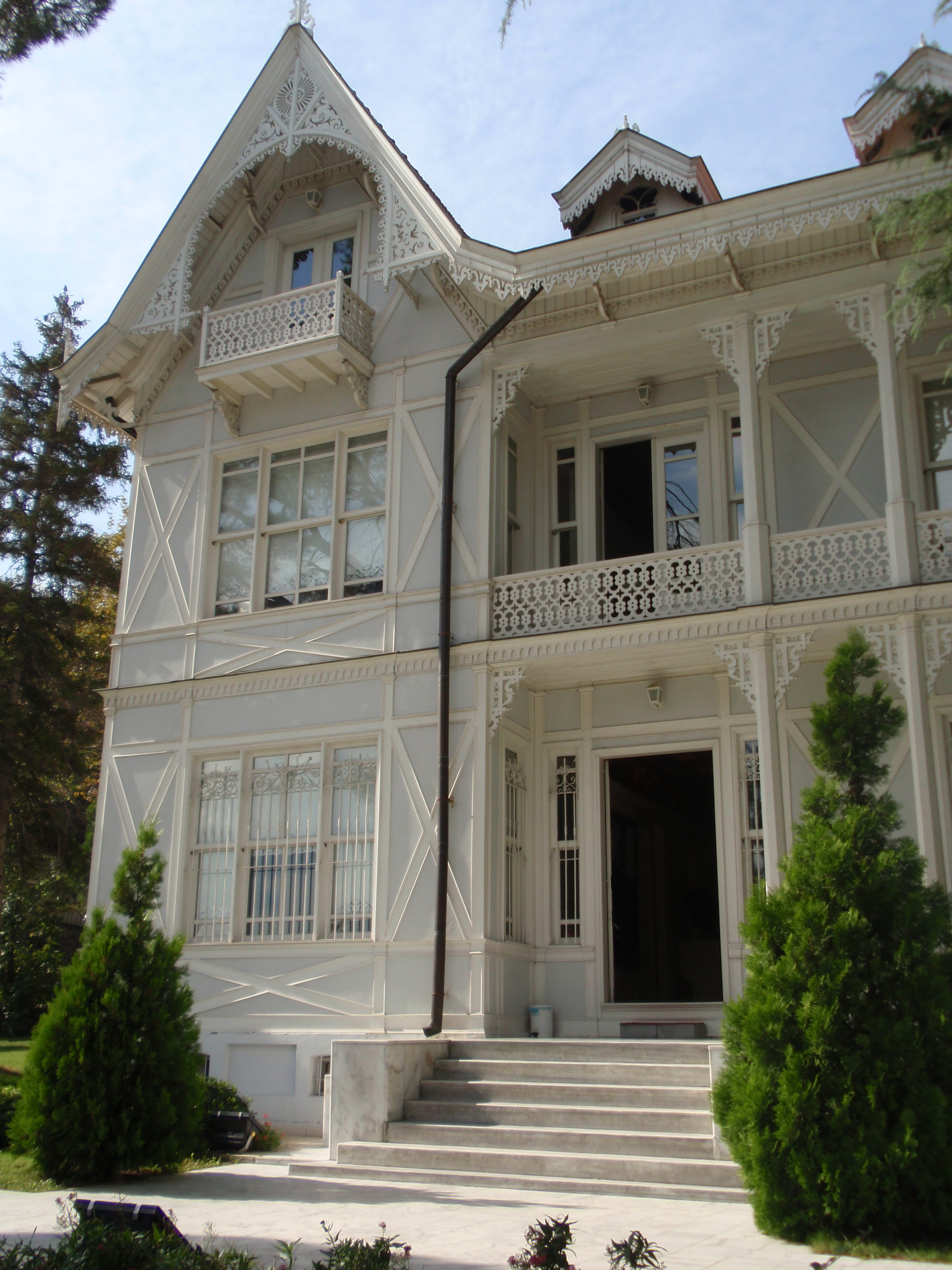
موزهٔ آتاترک
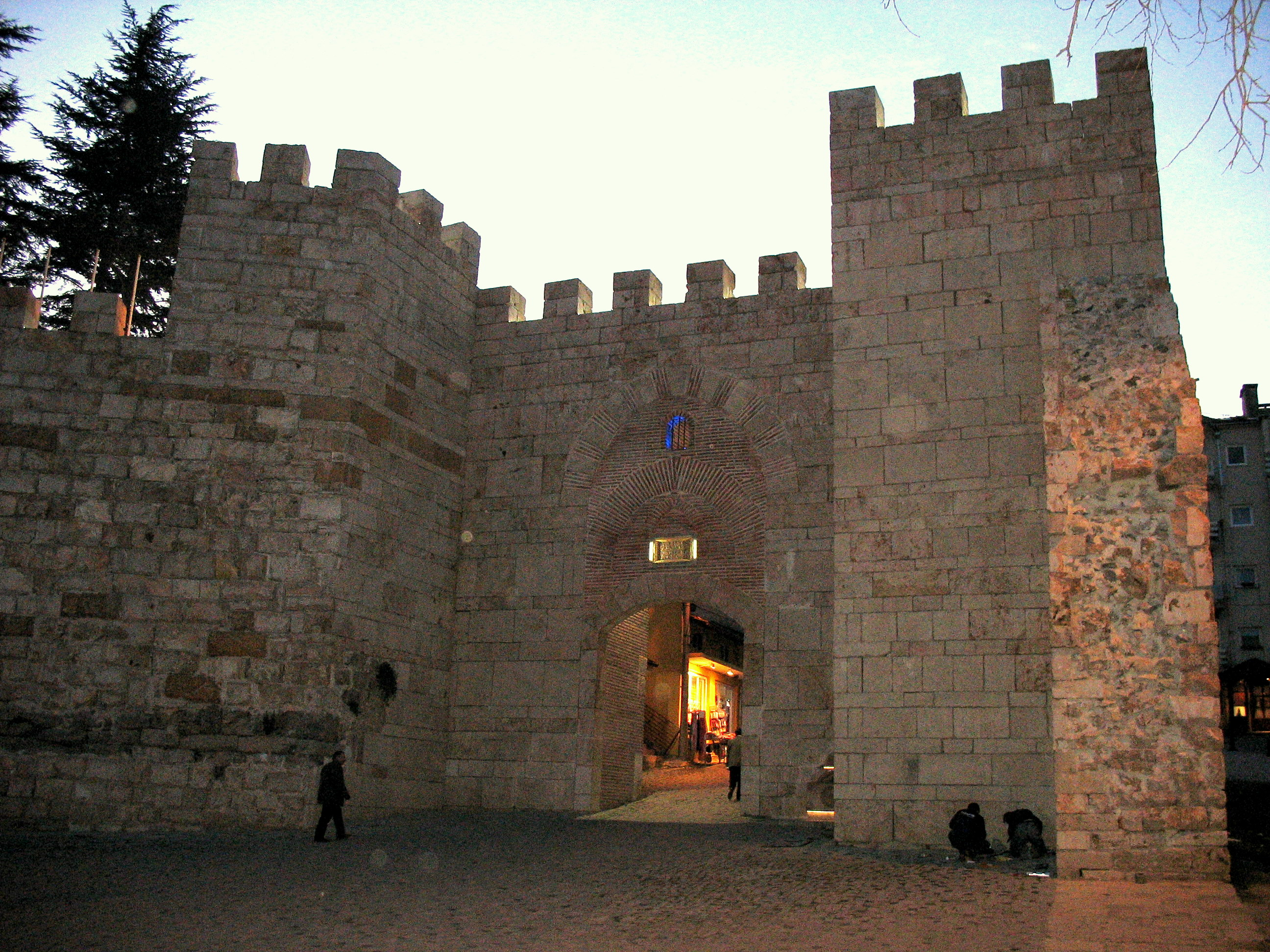
دژ بورسا
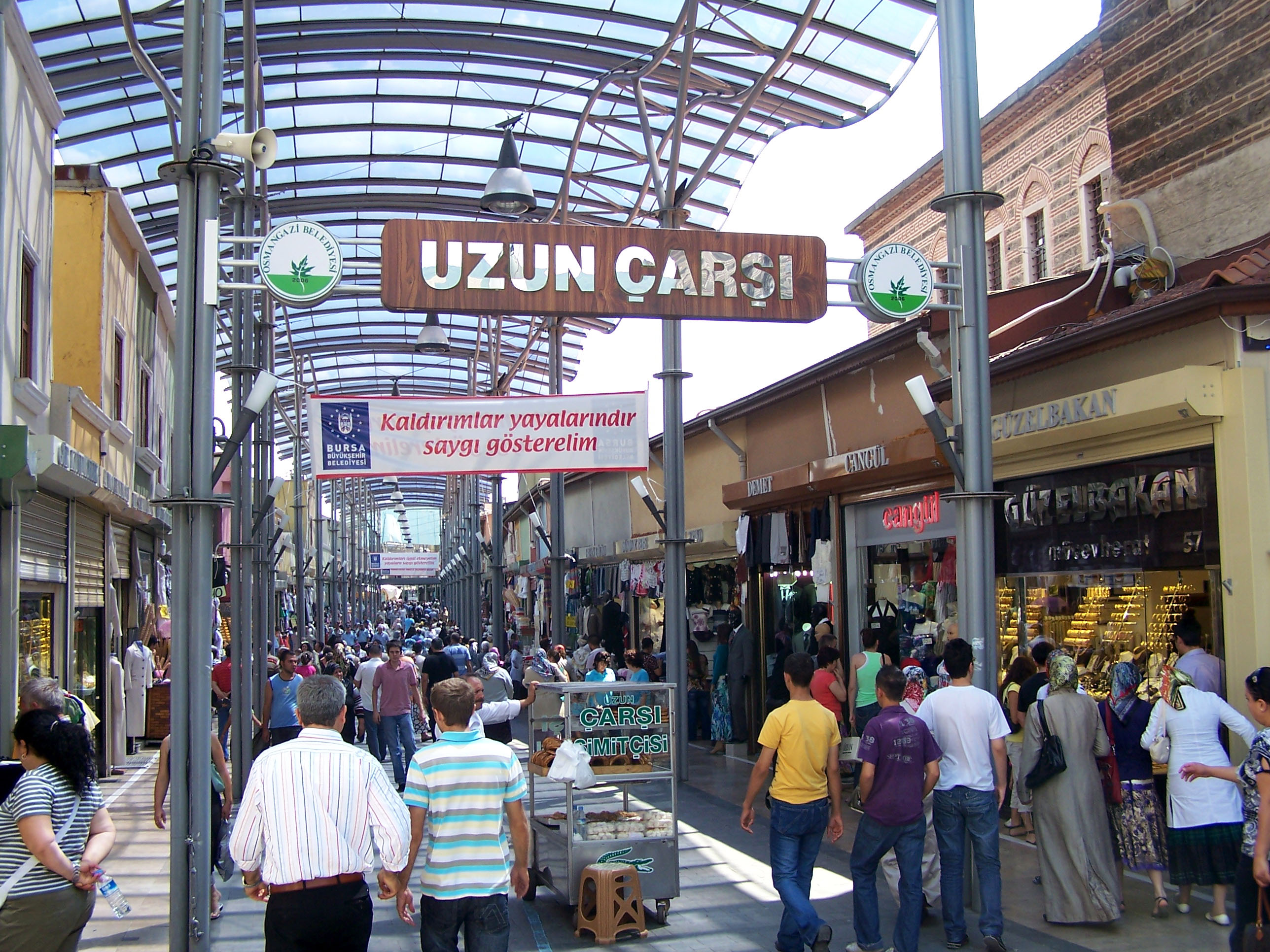
بازار دراز بورسا
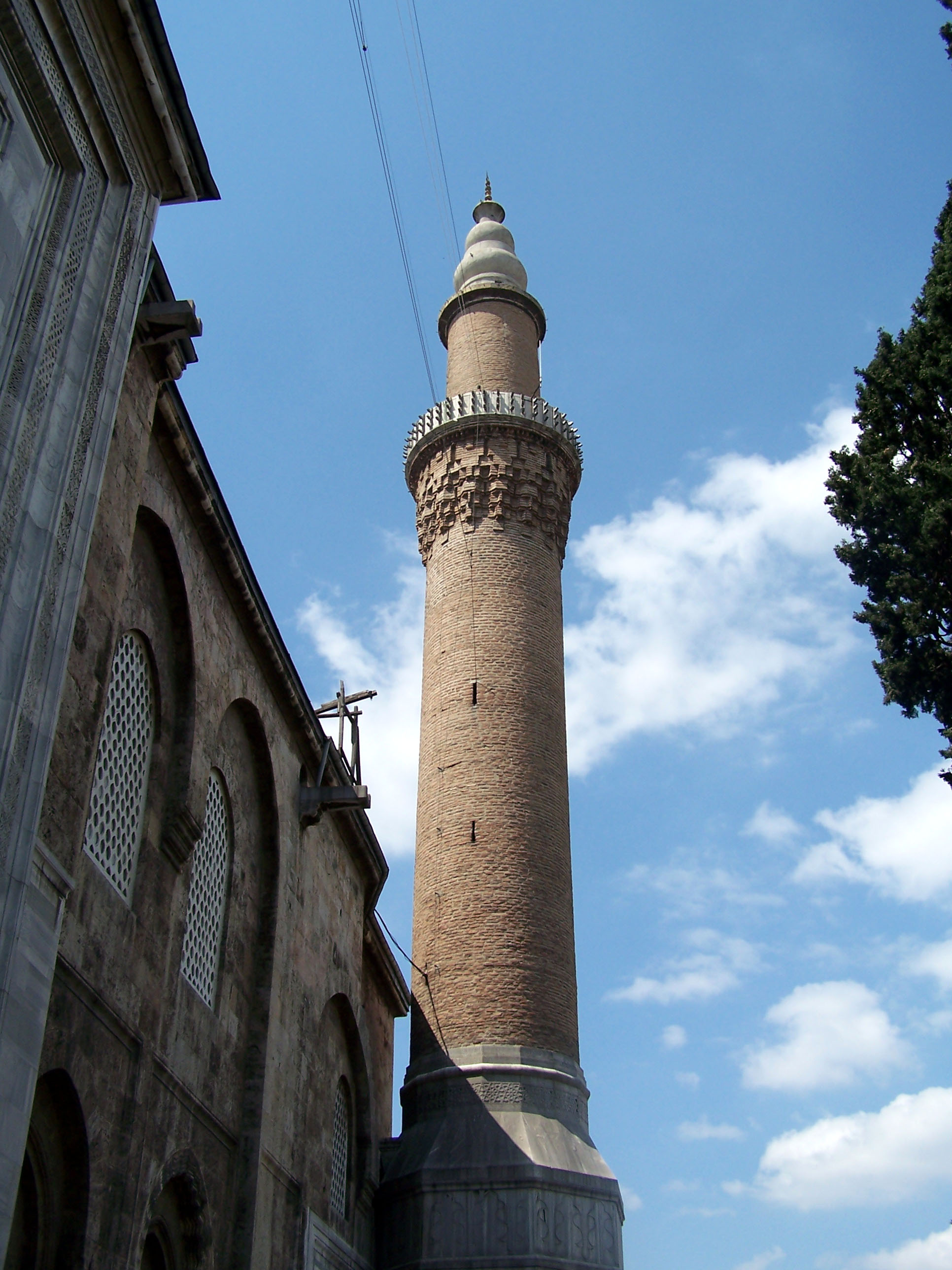
منارهٔ مسجد بزرگ بورسا
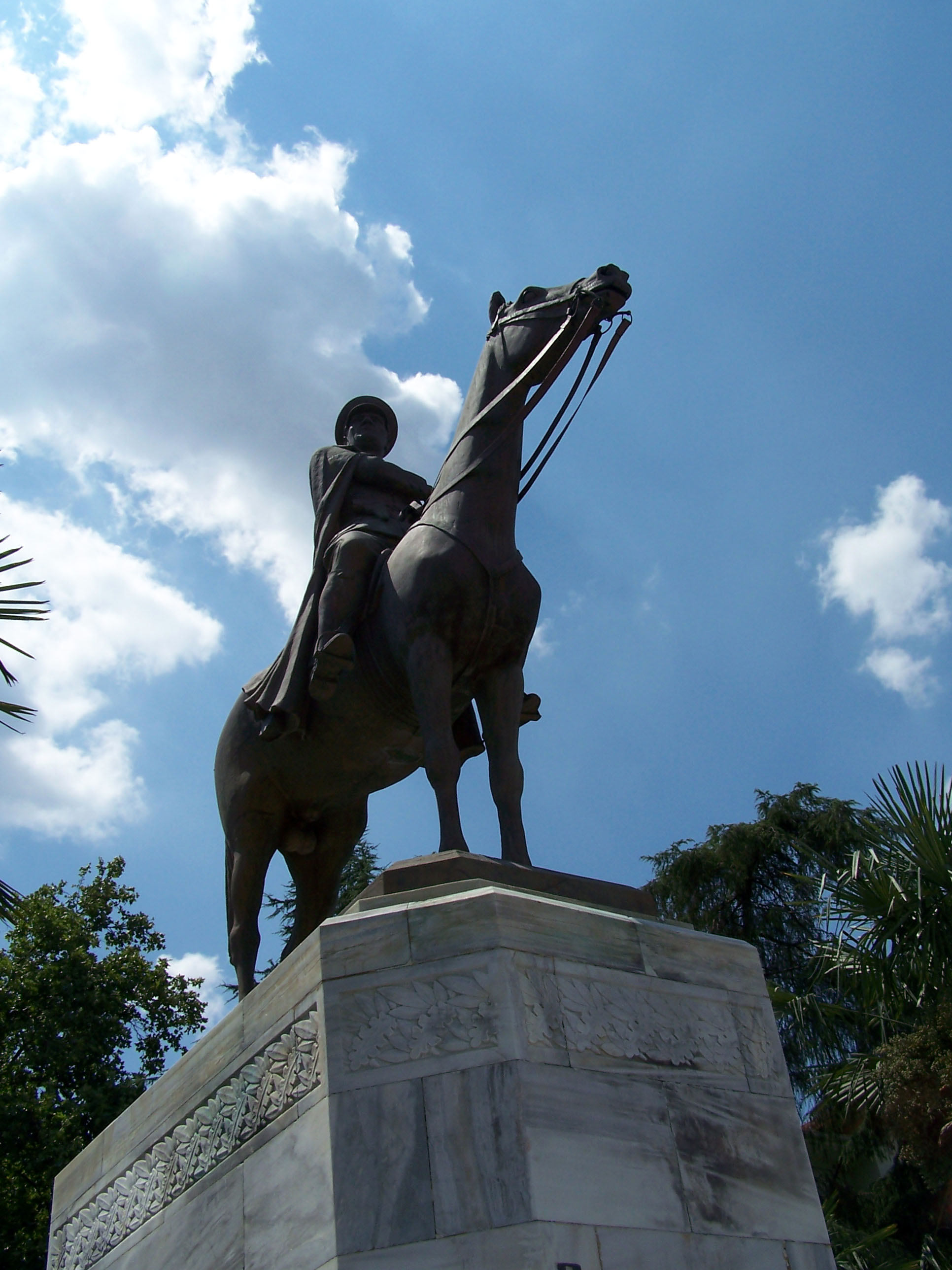
تندیس آتاترک در مرکز
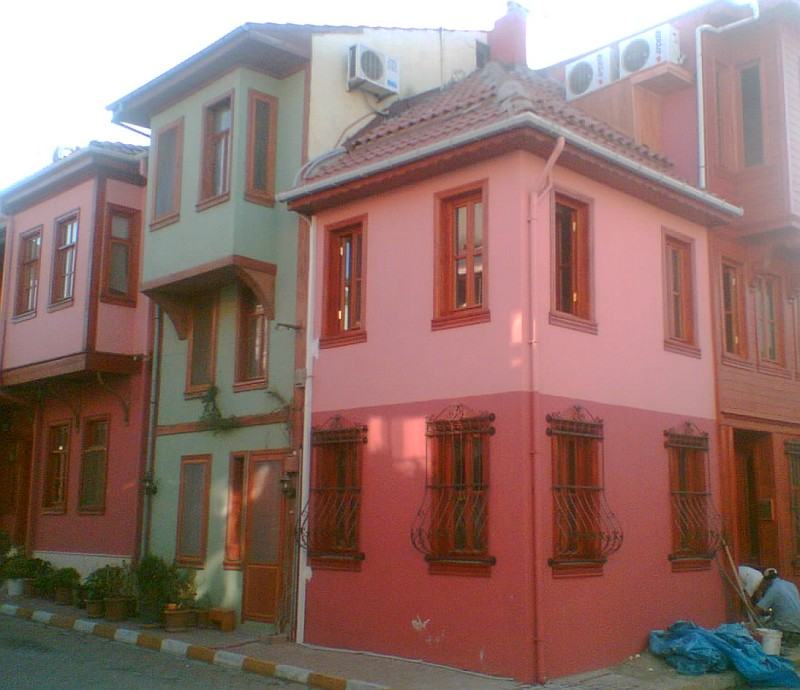
شهر مودانیا در استان بورسا
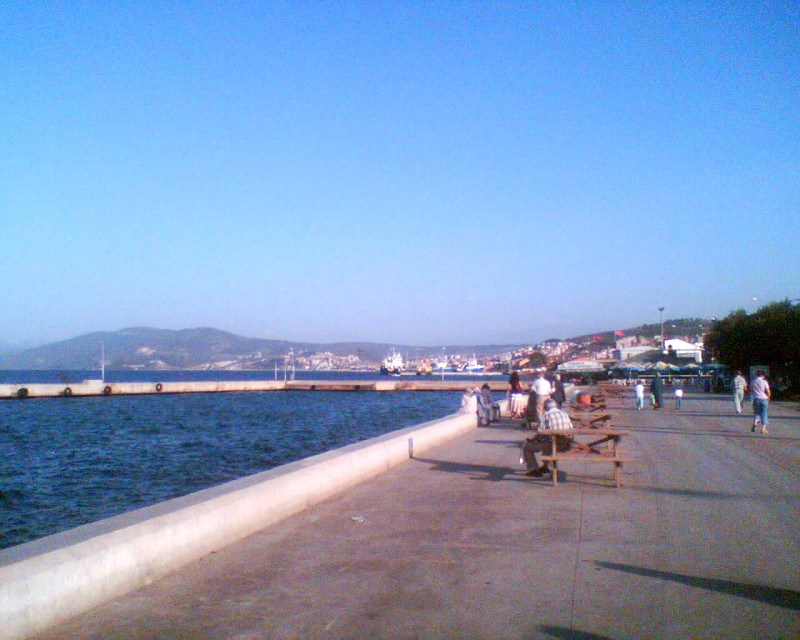
مودانیا
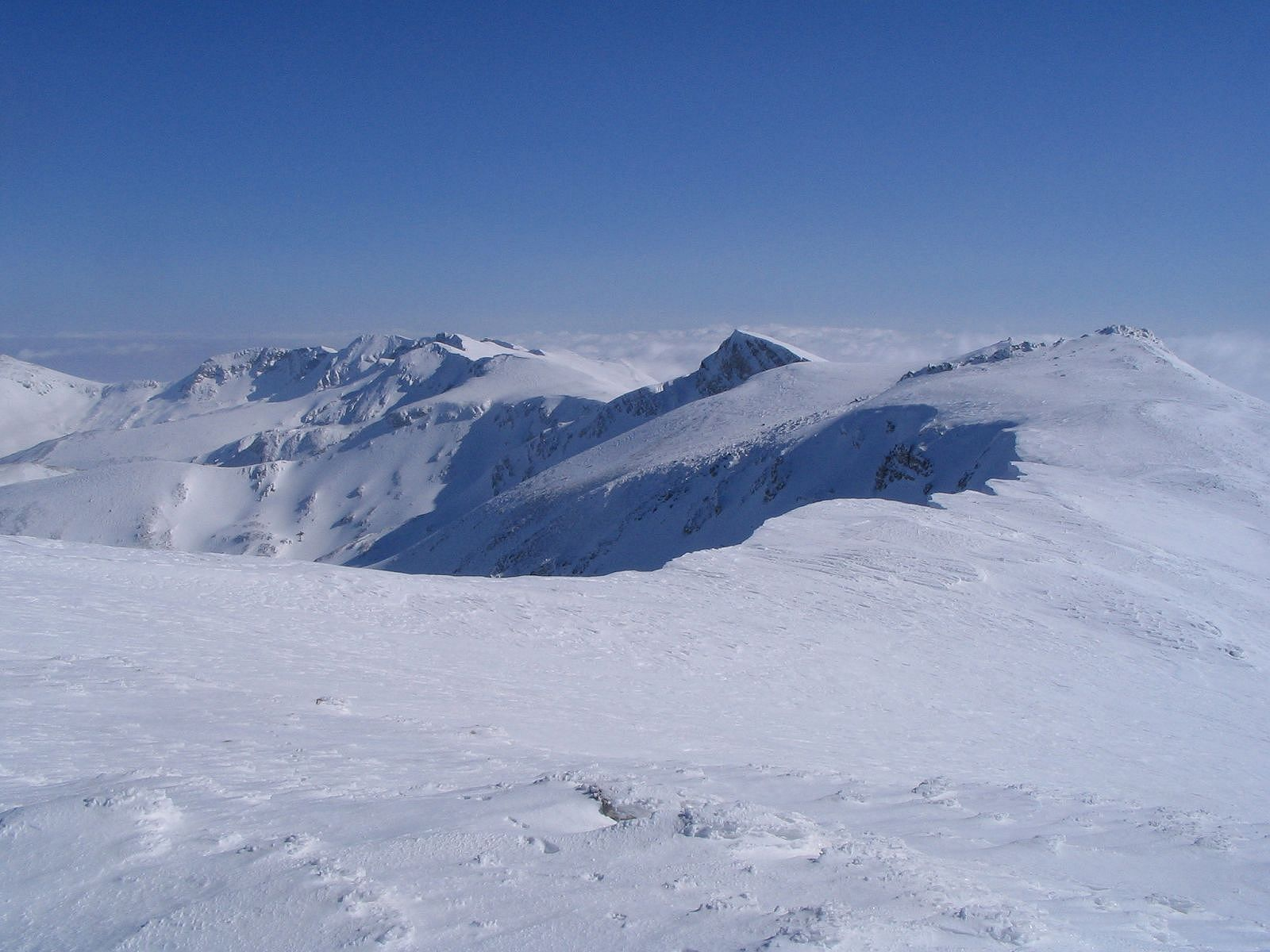
اولوداغ یکی از محل‌های مورد علاقه برای اسکی در ترکیه
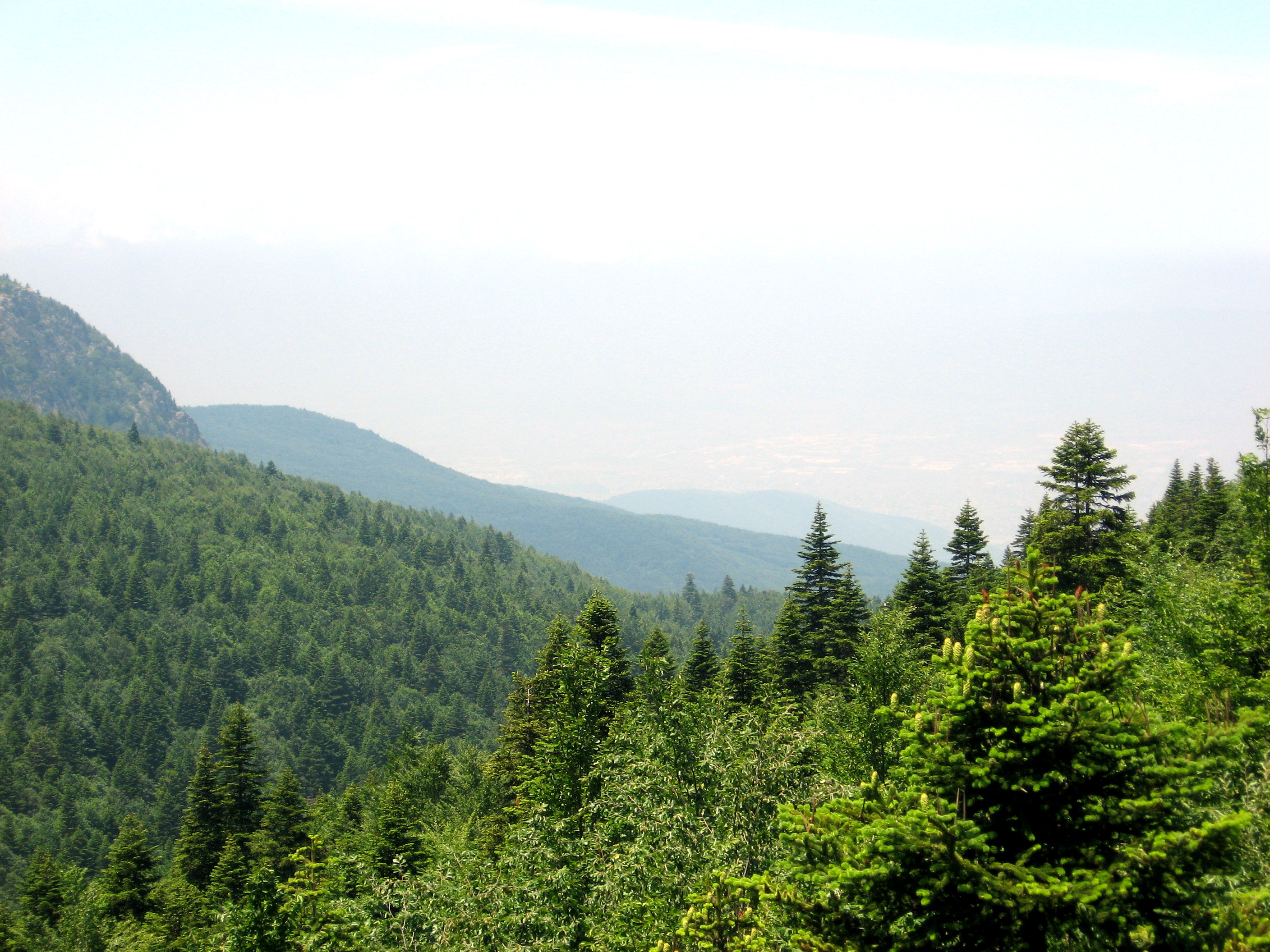
منظرهٔ تابستانی اولوداغ
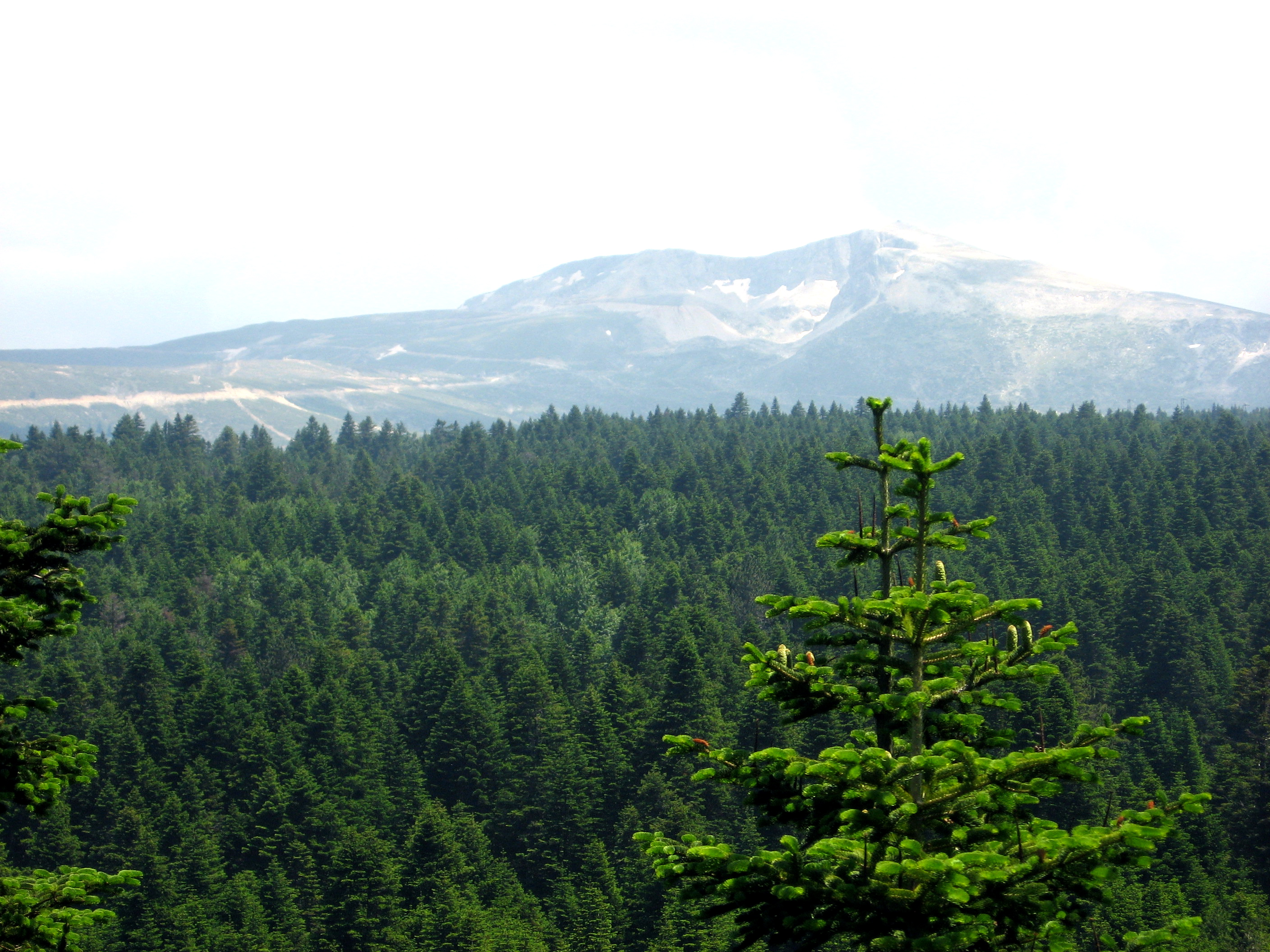
اولوداغ